# Gaius Papirius Carbo (consul in 120 v.Chr.)
Gaius Papirius Carbo (c. 164 – 119 v. C.) was een oud-Romeins politicus en redenaar.
Carbo werd rond 164 v.Chr. geboren als zoon van Gaius Papirius Carbo. Hij was een tijdgenoot en vriend van de Gracchi.
Hoewel hij schijnbaar in de voetstappen van Tiberius Sempronius Gracchus trad, verschilden zijn motieven enorm met die van zijn nobele vriend en aan het einde van zijn leven toonde hij hoe weinig hij had gehandeld uit overtuiging of principe, door zijn voormalige vrienden in de steel te laten en zich te vervoegen in de rangen van hun vijanden. Na de dood van Tiberius Gracchus werd hij aangesteld als diens opvolger als triumvir agrorum dividendorum en spoedig daarop, in 131 v.Chr., werd hij tot tribunus plebis gekozen. Tijdens zijn ambtsjaar bracht hij twee nieuwe wetten voor:
1. een wet die toeliet om zo vaak als het nodig geacht werd te kunnen worden herverkozen als tribunus plebis (deze wet werd door Publius Cornelius Scipio Aemilianus Africanus minor verguisd, maar door Gaius Sempronius Gracchus gesteund);
2. een lex tabellaria, die verordende dat het volk voortaan zijn stem in een geheime stemming moest uitbrengen bij de bekrachtiging en herroeping van wetten.

Tijdens zijn tribunaat bleef hij zijn ambt van triumvir agrorum dividendorum behouden. De moeilijkheden verbonden met uitvoeren van de verdeling van het land volgens de Sernpronische lex agraria zorgde voor veel onrust in Rome en Scipio Africanus, de voorvechter van de optimates, werden op een ochtend dood aangetroffen in zijn bed. Onder de verschillende verdenkingen die toen de ronde deden omtrent de doodsoorzaak, was er een die stelde dat Carbo hem had vermoord of ten minste was betrokken geweest bij de misdaad. En dit gerucht was niet geheel zonder grond, als we het karakter van Carbo in rekening nemen. Na zijn tribunaat bleef Carbo in zijn handelen een vriend en aanhanger van de Gracchi.
Na de moord op Gaius Gracchus, liet Lucius Opimius, diens moordenaar en consul in 121 v.Chr., een groot aantal vrienden van de Gracchi executeren. Maar toen hij zijn consulaat neerlegde, werd hij door de tribunus plebis Quintus Decius beschuldigd van hoogverraad. En Carbo, die nu zelf tot het consulaat was verheven (120 v.Chr.), maakte een draai van honderdzestig graden en nam niet enkel de verdediging van Opimius op zich, maar aarzelde niet te verkondigen dat de moord op Gaius Gracchus een perfect gerechtvaardigde daad was geweest. Deze inconsistente houding leverde hem de verachting van beide partijen op, zodat, zoals Cicero zegt, zelfs zijn terugkeer naar de optimates zijn veiligheid niet zou kunnen verzekeren. De optimates zouden niet vergeten dat hij werd verdacht Scipio te hebben vermoord en schijnen een gelegenheid te hebben gezocht om hem uit de weg te ruimen.
In 119 v.Chr. bracht de jonge redenaar Lucius Licinius Crassus een beschuldiging tegen hem in, waarvan de precieze inhoud niet bekend is, maar toen Carbo zijn veroordeling voorzag, maakte hij zelf een einde aan zijn leven. Valerius Maximus (III 7 § 6.) stelt echter dat hij werd verbannen. Carbo was een man met groot talent en zijn redenaarskunst wordt door Cicero zeer geprezen, hoewel hij anders de man leek te verafschuwen. Er kan geen twijfel over bestaan dat Carbo een persoon zonder principes was en dat hij zichzelf verbond aan de partij bij wie hij hoopte het meeste voordeel te kunnen halen.

## Antieke bronnen
- Titus Livius, Epitomae LIX 61.
- Appianus, Bellum Civile I 18, 20.
- Velleius Paterculus, Historia Romana II 4.
- Marcus Tullius Cicero, De Amicitia 25, De Legibus III 16, Ad Familiares IX 21, De Oratore II 2, 25, 39, 40, I 10, III 7, 20, Brutus 27, 43, 62, Tusculanae disputationes I 3.
- Publius Cornelius Tacitus, Dialogus de oratoribus 34.

## Referentie
- W. Smith, art. Carbo (1), in W. Smith (ed.), A dictionary of Greek and Roman biography and mythology, I, Boston, 1867, p. 610.